# Eois canariata
Eois canariata är en fjärilsart som beskrevs av Paul Dognin 1903. Eois canariata ingår i släktet Eois och familjen mätare. Inga underarter finns listade i Catalogue of Life.